# Mittelberg (Haundorf)
Der Mittelberg ist ein 512 m ü. NHN hoher, bewaldeter Berg westlich des Spalter Hügellandes im mittelfränkischen Landkreis Weißenburg-Gunzenhausen. Der Berg gehört zu den höchsten Erhebungen des Haundorfer Waldes.

## Geographie

### Lage
Der bewaldete Mittelberg erhebt sich im Nordwesten des Landkreises Weißenburg-Gunzenhausen. Südlich liegt der Haundorfer Gemeindeteil Seitersdorf, im Westen erhebt sich der Haubenberg. Südlich fließt der Seitersdorfer Bach, nördlich der Ziegelleitenbach, beides Zuflüsse des Erlbachs, vorbei. Die Kreisstraße WUG 22 führt südlich, die Bundesstraße 466 östlich am Berg vorbei.

### Naturräumliche Zuordnung
Der Mittelberg gehört in der naturräumlichen Haupteinheitengruppe Fränkisches Keuper-Lias-Land (Nr. 11), in der Haupteinheit Mittelfränkisches Becken (113) und in der Untereinheit Südliche Mittelfränkische Platten (113.3) zum Naturraum des südlichen Vorlandes des Spalter Hügellandes (mit Brombachgrund) (113.33).